# Спосіб переконання
«Спосіб переконання» (англ. Persuader) — детективний роман англійського письменника Лі Чайлда, виданий у 2003 році. Роман є сьомим у циклі творів про колишнього військового поліцейського Джека Річера. В романі Джек Річер рятує від викрадення Річарда сина торгівця килимами Закарі Бека.

## Сюжет
Джек Річер неофіційно працює з Управлінням по боротьбі з наркотиками США, щоб заарештувати Закарі Бека, якого підозрюють у контрабанді наркотиків під видом торгівлі східними килимами. Вони імітують спробу викрадення сина Захарі Бека і його випадковий порятунок Річером щоб знайти докази торгівлі наркотиками та сліди попереднього агента управління, який працював під прикриттям.
Переляканий Річард довіряє Джеку Річеру і просить повернути його додому на узбережжі штату Мен. Річер привозить 20-ти річного сина Бека і поступово завойовує його довіру, працюючи найманим охоронцем. Працюючи під прикриттям, йому доводиться ліквідувати кілька службовців Бека, щоб не допустити своє викриття. За цей час він з'ясовує, що він не єдиний агент під прикриттям, який слідкував за Захарі Беком.
Хатня покоївка теж виявляється федеральним агентом (Бюро алкоголю, тютюну, вогнепальної зброї і вибухових речови), який намагається знайти докази контрабанди Закарі Беком зброї. Управління по боротьбі з наркотиками, виявивши, що вони помилилися в характері бізнесу, в якому був задіяний Захарій, намагається витягнути Річера. Проте Річер відмовляється повернутись, оскільки його основна мотивація брати участь у цій операції це добратися до Френсіса Ксав'єра Куїнна — колишнього агента військової розвідки, який десять років тому жорстоко поранив і вбив колегу Річера яка вийшла на нього під час розслідування.
Річер вважав, що Куїнн мертвий, оскільки сам його застрелив, проте випадково зустрівши його в Бостоні він зрозумів свою помилку. Виявляється, що Захарі був змушений працювати на Куїнна, а його родину мучили охоронці, призначені Куїнном.
Основні події роману відбуваються коло будинку Закарі Бека.

## Основні персонажі
- Джек Річер — протагоніст, колишній військовий поліцейський, який наразі мандрує країною;
- Закарі Бек — торгівець килимами, якого підозрюють у торгівлі наркотиками;
- Річард Бек — син Закарі Бека, студент[5];
- Френсіс Ксав'єра Куїнн — колишній агента військової розвідки, організатор схеми контрабанди зброї, головний антагоніст.